# Kothon

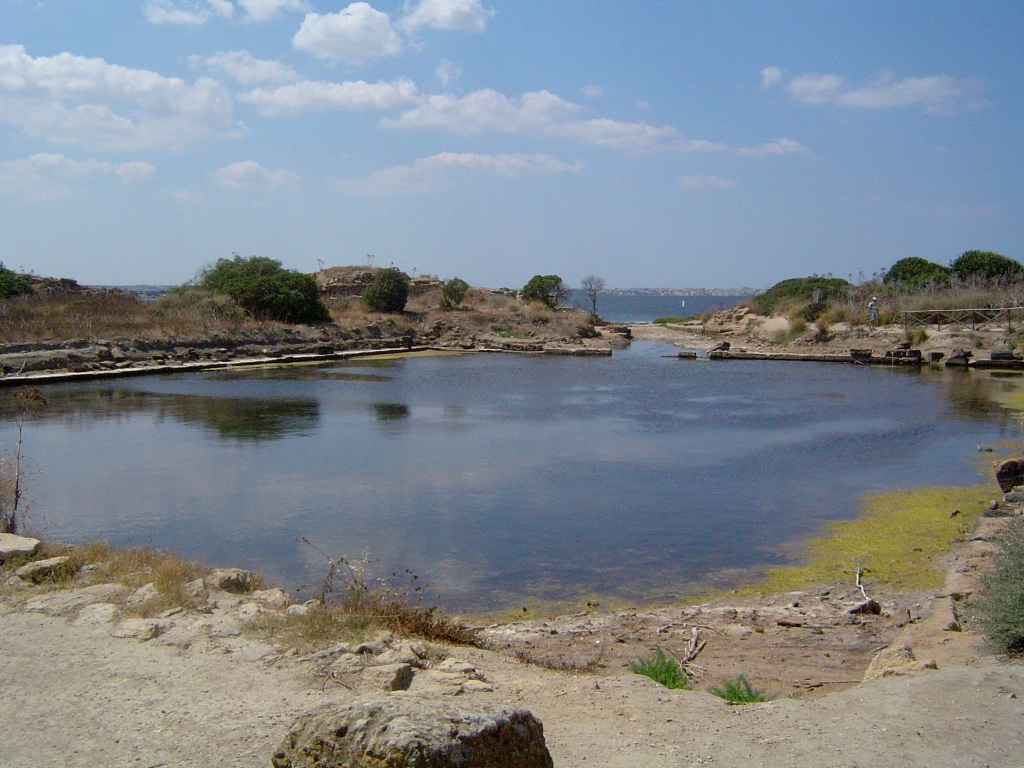
Der Kothon von Mozia

Kothon (Cothon) bezeichnet künstlich angelegte Hafenbecken der Antike. Es handelt sich dabei um eine Erfindung der Phönizier.

## Beschreibung
Ein Kothon ist ein rechteckiges aus dem Felsen gehauenes Becken, das durch einen schmalen Kanal mit dem Meer verbunden ist. Möglicherweise wurde er als Liegeplatz für Schiffe, für deren Reparatur oder zum Aus- und Beladen genutzt.
Die größten und bekanntesten Kothone sind die künstlich angelegten Hafenanlagen von Karthago: Zunächst kamen die Schiffe durch eine enge Einfahrt in den rechteckigen Handelshafen, eine Durchfahrt an dessen Rückseite führte in den kreisrunden Kriegshafen für 220 Schiffe, in dessen Mitte auf einer künstlichen Insel vermutlich die Gebäude der Admiralität und/oder Werften Platz fanden (so berichtet Appian). 
Bei der Eroberung Karthagos 146 v. Chr. durch die Römer am Ende des Dritten Punischen Krieges war der Kothon entscheidend: Die Römer riegelten den Kothon mit einem Unterwasserdamm ab. Daraufhin gruben die Karthager einen Kanal aus dem Kriegshafen ins Meer. Nach einem letzten Seegefecht ließ die Aufmerksamkeit der Karthager am Kothon nach und eine römische Einheit erklomm die Wehrmauer des Kriegshafens, von wo aus sie in die Stadt vordringen konnte. Die Karthager zogen sich daraufhin in den Kernbereich der Stadt zurück und mussten schließlich aufgeben.
Der Begriff Kothon stammt wohl von einem punischen Wort mit der Bedeutung „abhauen, abtrennen“. Später wurde es auf die künstlich angelegten Häfen übertragen.